# Colossendeis adelpha
Colossendeis adelpha is een zeespin uit de familie Colossendeidae. De soort behoort tot het geslacht Colossendeis. Colossendeis adelpha werd in 1998 voor het eerst wetenschappelijk beschreven door Child. 